# Дера-Аллах-Яр
Дера Аллах Яр (урду ڈیرہ اللہ یار‎) — город в провинции Белуджистан, Пакистан. Население — 37 894 чел. (на 2010 год).

## История
27 августа 2008 года в городе произошёл теракт. В результате взрыва пострадали 25 человек.
В 2010 году город серьёзно пострадал от наводнения.

## Демография
| 1998   | 2010   |
| ------ | ------ |
| 37 264 | 37 894 |